# 长庆油田
长庆油田，位于陕甘宁盆地的油田，最初勘探于1970年，2007年产量2000万吨，仅次于大庆油田、胜利油田。2012年，年产油气当量跨上4500万吨历史新高点，达到4504.99万吨，超越大庆油田4330万吨油气当量。

## 概述
长庆油田始勘探于1950年，随后由兰州军区组建长庆油田会战指挥部。1983年，更名长庆石油勘探局，随后历经数次资源整合。2000年，最终成立长庆油田公司。八年后，中国石油天然气集团再进行重组，组建中国石油川庆钻探工程公司、中国石油长庆油田分公司。2009年长庆油田油气当量突破3000万吨，超过胜利油田成为国内第二大油气田，2011年长庆油田年产油气当量突破4000万吨，达到4059万吨，为实现年产油气当量5000万吨、建设“西部大庆”目标打牢了基础。2012年，长庆油田油气当量首次突破4500万吨。